# Марусов, Виктор Викторович
Виктор Викторович Марусов (род. 23 марта 1967) — советский и российский хоккеист, нападающий. Тренер.

## Биография
Воспитанник магнитогорского «Металлурга», тренер Анатолий Спивак. Девять сезонов (1983/84, 1986/87 — 1992/93) провёл в «Металлурге». Также играл за «Трактор» Челябинск (1988/89, 1994/95), «Южный Урал» (1992/93), «Лада» (1993/94 — три матча в концовке чемпионского сезона), «Рубин» Тюмень (1994/95). Завершил карьеру в 27 лет.
Тренер в магнитогорском детско-юношеском хоккейном центре «Степные волки».
Сын Илья (род. 1989) играл в низших лигах.